# Thauna Crispim
Thauana Crispim (Mogi das Cruzes, 28 de setembro de 1982 ) é uma repórter e atriz brasileira.  

## Biografia
Thauana Crispim nasceu em 1982, em Mogi das Cruzes, região metropolitana da capital paulistana.
Thauana desde menina cultivou o sonho de ser atriz. Depois que assistia alguma novela, corria para o espelho para interpretar as cenas que viu. Adorava a Mulheres de Areia, tanto que contracenava consigo mesmo como a Ruth e a Raquel. Gradou-se em Administração de Empresas na UMC, mas a paixão despertada desde criança a levou a se formar na famosa Escola de Atores Wolf Maya.

## Carreira
Thauana aos 17 anos já dava os primeiros passos em sua carreira de atriz, depois de modelar, passou a realizar trabalhos em comerciais. Apaixonada pelo autor Manoel Carlos, chegou a ser comissária de bordo da Gol na esperança de encontrá-lo em algum vôo e ter uma oportunidade de atuar em uma novela sua. Não conseguiu, porém em suas experiências como atriz, foi protagonista da série “De Volta ao Passado”, na Record, participou da série “Lendas Urbanas” e da novela “Carrossel”, ambos no SBT.
Em 2013 assumiu a responsabilidade como repórter a frente do programa de TV Cidade Viva.

## Programas de TV
| Programa    | Papel    | Canal                                               | Exibição                     |
| ----------- | -------- | --------------------------------------------------- | ---------------------------- |
| Cidade Viva | Repórter | canais 10 e 03 da NET - TV a Cabo - Mogi das Cruzes | Diariamente às 22h30 e 01h00 |

## Novelas
| Novela                 | Emissora    |
| ---------------------- | ----------- |
| De Volta ao Passado    | Rede Record |
| Carrossel_(telenovela) | SBT         |

## Séries
| Série          | Emissora |
| -------------- | -------- |
| Lendas Urbanas | SBT      |